# Kaze tachinu Soundtrack
Kaze tachinu Soundtrack (風立ちぬ サウンドトラック?) è la colonna sonora composta e arrangiata da Joe Hisaishi per il film d'animazione Si alza il vento (風立ちぬ?, Kaze tachinu), scritto e diretto da Hayao Miyazaki e realizzato dallo Studio Ghibli nel 2013.

## L'album
La colonna sonora venne interamente registrata dall'Orchestra Sinfonica Giapponese Yomiuri e fu pubblicata su CD dalla Tokuma Japan Communications a metà luglio 2013.
L'album comprende trentadue tracce e la prima edizione è stata accompagnata da un CD bonus, The Wind Rises Sound Source (風立ちぬ 音源), che contiene due canzoni del lungometraggio registrate in mono.
Il brano posta ai titoli di coda, Hikōki-gumo (ひこうき雲?), era stato composto e pubblicato dalla cantautrice Yumi Matsutoya nel 1973. L'album omonimo venne pubblicato il 20 novembre dello stesso anno in Giappone riscuotendo notevole successo. In occasione della pellicola il brano venne registrato nuovamente, a distanza di 40 anni dalla prima pubblicazione. Già in un altro film del regista, ovvero Kiki - Consegne a domicilio del 1988, sono presenti altri due pezzi di Matsutoya, ovvero Rouge no Dengon (ルージュの伝言?) e Yasashisa ni Tsutsumaretanara (やさしさに包まれたなら?).
Hikōki-gumo venne pubblicato come singolo digitale per promuovere il film il 3 luglio 2013, a cui fece seguito, alla fine dello stesso mese, un videoclip diretto da Mami Sunada. Girato all'interno del Museo Ghibli di Mitaka, in esso viene mostrata Yumi Matsutoya esplorare stanze piene di cimeli provenienti dalle vecchie produzioni dello studio cinematografico.

## Tracce
1. Tabiji (Muchū hikō) (旅路(夢中飛行)?) – 2:55
2. Nagareboshi (流れ星?) – 1:37
3. Caproni (Sekkeika no yume) (カプローニ(設計家の夢)?) – 1:45
4. Tabiji (Ketsui) (旅路(決意)?) – 1:12
5. Nahoko (Deai) (菜穂子(出会い)?) – 0:48
6. Hinan (避難?) – 1:20
7. Onjin (恩人?) – 0:47
8. Caproni (Maboroshi no Kyodaiki) (カプローニ(幻の巨大機)?) – 1:43
9. Tokimeki (ときめき?) – 0:40
10. Tabiji (Imōto) (旅路(妹)?) – 1:43
11. Tabiji (Hatsushussha) (旅路(初出社)?) – 1:28
12. Hayabusa-han (隼班?) – 1:34
13. Hayabusa (隼?) – 1:22
14. Junkers (ユンカース?) – 1:28
15. Tabiji (Italia no kaze) (旅路(イタリアの風)?) – 1:45
16. Tabiji (Caproni no intai) (旅路(カプローニの引退)?) – 1:20
17. Tabiji (Karuizawa no Deai) (旅路(軽井沢の出会い)?) – 1:45
18. Nahoko (Unmei) (菜穂子(運命)?) – 0:46
19. Nahoko (Niji) (菜穂子(虹)?) – 1:09
20. Castorp (Ma no yama) (カストルプ(魔の山)?) – 1:10
21. Kaze (風?) – 0:52
22. Kami hikōki (紙飛行機?) – 2:38
23. Nahoko (Propose) (菜穂子(プロポーズ)?) – 1:10
24. Hachishi tokutei (八試特偵?) – 0:58
25. Castorp (Wakare) (カストルプ(別れ)?) – 1:49
26. Nahoko (Aitakute) (菜穂子(会いたくて)?) – 3:06
27. Nahoko (Meguriai) (菜穂子(めぐりあい)?) – 3:04
28. Tabiji (Kekkon) (旅路(結婚)?) – 1:57
29. Nahoko (Manazashi) (菜穂子(眼差し)?) – 1:04
30. Tabiji (Wakare) (旅路(別れ)?) – 1:18
31. Tabiji (Yume no ōkoku) (旅路(夢の王国)?) – 3:36
32. **Hikōki-gumo** (ひこうき雲?) – 3:23 (Yumi Arai)

Durata totale: 53:12

## Formazione
- Joe Hisaishi: pianoforte (nelle tracce 5, 18, 27, 28, 29)
- Yomiuri Nippon Symphony Orchestra: orchestra
- Tadashi Aoyama: balalaika, mandolino
- Masayuki Chiyo: chitarra acustica
- Masayoshi Furukawa: chitarra acustica
- Hirofumi Mizuno: bayan, fisarmonica